# Tomasz Bartoszek
Tomasz Bartoszek (ur. 2 grudnia 1890 w Racławicach, zm. 1 września 1969 tamże) – polski działacz samorządowy, poseł na Sejm V kadencji w II RP.

## Życiorys
Był synem Marcina i Agaty z domu Kolasa, kształcił się w szkole powszechnej w Nisku. W czasie I wojny światowej służył w armii austriackiej, dochodząc do stopnia plutonowego. W latach 1919–1922 i 1927–1935 pełnił funkcję wójta gminy Racławice, od 1935 wójta gminy zbiorowej Nisko. Należał do Związku Strzeleckiego i Obozu Zjednoczenia Narodowego. Od 1938 (do II wojny światowej) pełnił mandat poselski, wybrany w Łańcucie. Był odznaczony m.in. Srebrnym Krzyżem Zasługi.
Od 1914 był żonaty z Marią z domu Pawlus, miał troje dzieci (syna Wojciecha oraz córki Stanisławę, zamężną Smusz i Bronisławę, zamężną Kopeć).